# Gerhard F. Hummel
Gerhard Fritz Hummel, Pseudonym Piet ter Ulen, (* 16. April 1921 in Reutlingen; † 18. Februar 2008 in Köln) war ein deutscher Filmproduktionsleiter, Dramaturg und Drehbuchautor.

## Leben
Seit Mitte der 1950er Jahre arbeitete Hummel als Programmberater der Constantin Film. Hummel, genannt „GFH“, band Stars wie Freddy Quinn und Peter Alexander an die Constantin und richtete sein Augenmerk auf die Verfilmung von sogenannter Trivialliteratur. 
Am 1. April 1959 wurde er von Constantin-Chef Waldfried Barthel zum neuen stellvertretenden Geschäftsführer berufen.
Bereits 1955 schlug er einen Pilotfilm zu den Kriminalromanen von Edgar Wallace vor. Erst ab 1959 konnte das Projekt realisiert werden. In der Vorbereitungsphase des ersten Films Der Frosch mit der Maske erhielt Hummel die alleinige Zuständigkeit für alle Produktionsbelange übertragen.
Hummel hatte maßgebenden Einfluss auf die Abfolge und Gestaltung der Edgar-Wallace-Filme der Rialto Film. Er verpflichtete bis 1963 die Autoren, Regisseure und Darsteller und übernahm die Drehbuchbearbeitung. Unter dem Pseudonym „Piet ter Ulen“ fand er zuweilen als Co-Drehbuchautor Erwähnung.
Auch die Verfilmung der Romane von Karl May, beginnend mit Der Schatz im Silbersee, geht zu einem großen Teil auf die Initiative Hummels zurück.
Ende 1963 schied Hummel bei der Constantin aus und ging als Produktionschef zum WDR. Er arbeitete als Medienberater zeitweise exklusiv für die Firma Taurus Film von Leo Kirch, beriet aber auch weiterhin die Constantin.